# 경산 전씨
경산 전씨(慶山全氏)는 경상북도 경산시를 본관으로 하는 한국의 성씨이다.

## 역사
도시조 전섭(全聶)은 백제의 개국공신이다. 경산 전씨(慶山 全氏) 시조 전영령(全永齡 : 1197년 ~ 1204년)은 전섭(全聶)의 27세손으로 고려 신종조(高麗神宗祖)에 신호위대장군(神虎衛大將軍)으로 공(功)을 세워 옥산군(玉山君)에 봉해졌다고 한다.

## 인물
- 전백영(全伯英) : 조부는 전억령(全億齡), 아버지는 전명도(全明道)이고, 어머니는 남원 양씨로 양배(楊培)의 딸이다. 1371년(고려 공민왕(恭愍王) 20년) 문과에 급제하여 1390년(공양왕 2) 우사의대부(右司議大夫)를 지내고, 1392년(조선 태조) 간의(諫議)를 거쳐 1397년(태조 6) 병조전서로서 서북면선위사에 임명되었다. 1398년 풍해도도관찰출척사(豊海道都觀察黜陟使)를 지내고, 1399년(정종 1) 대사헌에 올랐다. 1401년(태종 1) 노비변정도감제조(奴婢辨正都監提調), 경상도도관찰출척사 지내고, 1404년 승녕부윤(承寧府尹) 거쳐 첨서승추부사(簽書承樞府事)로서 하정사(賀正使)가 되어 명나라에 다녀왔다. 1405년 지의정부사(知議政府事)가 되었다.

## 인구
- 2015년 경산 전씨 23,923명 + 옥산 전씨 13,113명 = 37,036명